# 생물기후학
생물기후학(Biclimatology)은 (생물기상학과 달리) 계절 또는 그 이상의 시간 척도에서 생물권과 지구 대기 사이의 상호작용을 연구하는 과학의 학제간 분야이다.

## 관련 프로세스의 예
기후의 프로세스는 지구상의 살아있는 유기체의 분포, 크기, 모양 및 특성을 크게 통제한다. 예를 들어, 행성 규모의 일반적인 대기 순환은 광활한 사막이나 강수량이 빈번한 지역의 위치를 광범위하게 결정하며, 이는 다시 이러한 환경에서 자연적으로 생존할 수 있는 유기체를 크게 결정한다. 더욱이, 자연적 과정이나 인간의 간섭으로 인한 기후 변화는 이러한 서식지를 점진적으로 변경하고 토착 종의 인구 과잉 또는 멸종을 초래할 수 있다.
생물권, 특히 전체 생물량의 99% 이상을 차지하는 대륙 식생은 특히 지구의 초기 진화 동안 지구 대기의 화학적 조성을 확립하고 유지하는 데 중요한 역할을 해왔다. (이 주제에 대한 자세한 내용은 지구의 역사 문서를 참고). 현재 육상 식생은 탄소 고정 및 탄소 호흡 과정을 통해 매년 약 600억 톤의 탄소를 대기와 교환하여 탄소 순환에서 중요한 역할을 한다. 전지구적 및 연간 기준으로 토지 피복 및 토지 이용의 변화를 통해 발생하는 이 두 가지 주요 플럭스 사이의 작은 불균형은 현재 대기 중 이산화탄소의 증가에 기여한다.

## 참고문헌
- M. I. Budyko (1974) Climate and Life, Academic Press, New York, 508 pp., ISBN 0-12-139450-6.
- David M. Gates (1980) Biophysical Ecology, Springer-Verlag, New York, 611 pp., ISBN 0-387-90414-X.
- Stephen H. Schneider and Randi Londer (1984) The Coevolution of Climate and Life, Sierra Club Books, San Francisco, 563 pp., ISBN 0-87156-349-5.